# HMS Courageous (1916)
HMS Courageous (Корабль Его Величества «Корейджес» — с англ.  «Отважный») — британский линейный крейсер, позднее перестроенный в авианосец, как и однотипный «Глориес».
Линейные крейсера типа «Корейджес» отличались быстроходностью и малой осадкой. По официальной версии они предназначались для действий в акватории Балтийского моря. Однако эта версия не находит доверия у большинства экспертов — считается, что их основной целью было добивание флота противника после генерального морского сражения, а официальная версия — всего лишь дезинформация германского командования.
Первый военный корабль, погибший во Второй мировой войне. Потоплен 17 сентября 1939 года немецкой подводной лодкой U-29. 518 членов экипажа «Корейджеса» погибли.

## История создания
Основа проекта — план «Балтийский поход» (идея-фикс адмирала Фишера), а в её рамках возможность прохода кораблей неглубокими датскими проливами из Северного моря в Балтийское, для чего и был разработан проект пятого поколения крейсеров. Ограничение по осадке вызвал отказ от бронирования соответствующего ГК. Вместо него на 25-мм листы наружной обшивки решили установить только 51-мм броневые плиты. 

Адмирал Фишер хотел чтобы эти корабли вступили в строй всего через год после закладки. Этим обуславливались как высокие темпы строительства, так и спешка при проектировании и перепроектировании.

Уже в ходе строительства в июне 1916 года было впервые выдвинуто предложение о переделке «Корейджеса» и «Глориеса» в гидроавианосцы. Но отсутствие как чёткого представления, каких боевых характеристик хотели получить от этих кораблей, так и конструктивного плана по переоборудованию повлияли на принятие решения о продолжения строительства в рамках существующего проекта.

К проекту выдвинуто требование достижения 32 узловой скорости.

Заложен на частной судостроительной верфи «Армстронг» в Хай Уолкер, Ньюкасл — на реке Тайн.

Построечная стоимость 2 038 225 фунтов стерлингов.

## Конструкция
Набор смешанный. Корпус клепанный, разделённый водонепроницаемыми переборками на 30 основных отсеков. Двойное дно простирается на 83 % длины корабля.
Высота надводного борта при нормальном водоизмещении 9,3 м в носовой и 5,2 м в кормовой оконечности корабля.
Метацентрическая высота при нормальном водоизмещение — 1,17 м.
Увеличение осадки на 1 см — 37 т.

### Артиллерия
Та же что и на «Ринауне» и «Рипалсе», отличалась только количеством: ГК — 4 ствола в 2-х двухорудийных башнях (носовой и кормовой), Минный калибр — в 6 трёхорудийных башнях, а зенитная полностью совпадала и количеством.

### Торпедное вооружение
Бортовые 533 мм подводные ТА, расположенные впереди башни «А» с запасом торпед 10 шт. В конце 1917 года торпедное вооружение было усилено — было добавлено 6 двухтрубных надводных неподвижных торпедных аппаратов.

### Судовая энергетическая установка
Изготовлена фирмой Парсонс.
Главные турбины с редуктором с шевронным зубчатым зацеплением.
Впервые на крупных британских военных кораблях установлены водотрубные котлы системы «Ярроу» с водогрейными трубками малого диаметра (18 штук, давление пара 16,5 кг/см²). В общем, СЭУ была почти такой же как и на лёгком крейсере «Чемпион».
Запас топлива (нефти) при нормальном водоизмещении — около 750 тонн, максимально возможный — 3160 тонн.
Один полубалансирный руль.
Три адмиралтейских становых якоря весом 7,62 тонны, один кормовой весом 3,05 тонны.

## История
Закончив приёмные испытания, крейсер вошёл в состав 3-й эскадры лёгких крейсеров, затем 1-й эскадры лёгких крейсеров.

В апреле 1917 г крейсер решили переделать в минный заградитель, для чего по квартердеку «Корейджеса» установили шесть рядов минных рельсовых путей. Корабль мог принимать 222 мины «Бритиш Элия», но на деле поставить их ему никогда не пришлось. А уже 23 ноября вышло распоряжение демонтировать минное устройство.
16 октября совместно с «Глориесом» и 2-й эскадрой лёгких крейсеров участвовал в Скандинавском конвое.

В ночь на 17 ноября принимал участие во втором бою в Гельголандской бухте. В этом бою умудрился один раз попасть (из 92 381-мм снарядов) в щит 150-мм орудия германского лёгкого крейсера «Пиллау».
В начале 1918 г. над обеими орудийными башнями смонтировали взлётные площадки для колёсных самолётов, они несли по одному «Страттеру» на носовой и одному «Кэмелу» на кормовой башне.
Вскоре появилось новая идея — забронировать этот тип кораблей как броненосцы.
В начале января 1924 года было выдан приказ о перестройке «Корейджеса» и «Глориеса» в авианосцы. Работы передали адмиралтействам в Девонпорте и Розайте соответственно.
29 июля 1924 года «Корейджес» перешёл на верфь для переоборудования. Работы были закончены только в 1928 году.
До вступления в строй в конце 1938 г. знаменитого «Арк Ройяла», «Корейджес» вместе с однотипным авианосцем «Глориес» оставались самыми мощными авианосцами британского Королевского флота.

## Гибель
17 сентября 1939 г. он был атакован германской подлодкой U-29 и через 15 минут затонул, унеся с собой на дно 518 моряков.